# Przysucha
Przysucha é um município da Polônia, na voivodia da Mazóvia e no condado de Przysucha. Estende-se por uma área de 7,02 km², com 6 008 habitantes, segundo os censos de 2016, com uma densidade de 855,8 hab/km².